# ラ・サール進学予備校
ラ・サール進学予備校（ら・さーるしんがくよびこう）は、ラ・サール進学会株式会社が運営する。神奈川県の川崎市・横浜市に展開する中学受験・高校受験向けの学習塾。ラサールプレップは個別指導専門。
2024年1月31日をもって廃業、高津西スクール以外の全教室閉室となった。

## 沿革
- 1974年3月 - ラ・サール進学会として川崎市中原区木月にて、元住吉校設置。
- 1983年2月 - 横浜市港北区にて、大倉山校設置。
- 1984年7月 - ラ・サール進学会株式会社として設立登記。
- 1985年2月 - 横浜市神奈川区にて、大口校設置。
- 1988年2月 - 横浜市港北区にて、日吉校設置。
- 1993年2月 - 横浜市鶴見区にて、鶴見校設置。
- 1997年2月 - 川崎市中原区にて、新城校設置。
- 1999年2月 - 川崎市幸区にて、平間校設置。
- 2000年2月 - 横浜市鶴見区にて、矢向校設置。
- 2000年2月 - 川崎市中原区にて、小杉校設置。
- 2004年2月 - 川崎市幸区にて、鹿島田校設置。
- 2005年2月 - 横浜市神奈川区にて、新子安校設置。